# St. Bartholomäus (Sulzfeld im Grabfeld)

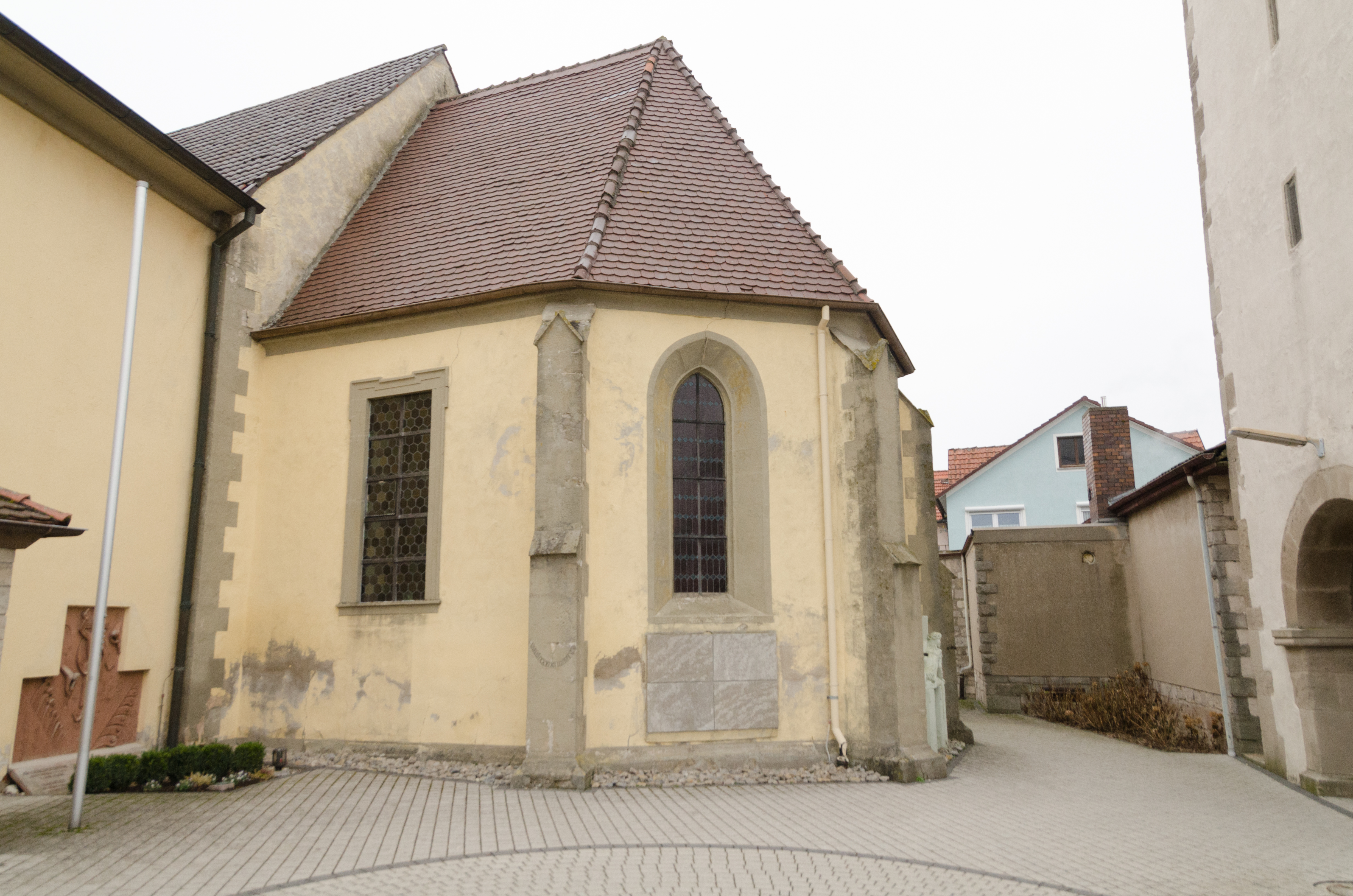
St. Bartholomäus

Die römisch-katholische Pfarrkirche St. Bartholomäus steht in der Gemeinde Sulzfeld im unterfränkischen Landkreis Rhön-Grabfeld in Bayern. Das denkmalgeschützte Bauwerk ist im Kern ein Saalbau aus dem Ende des 15. Jahrhunderts. Die Pfarrei gehört zur Pfarreiengemeinschaft Westliches Grabfeld (Großeibstadt) im Dekanat Bad Neustadt des Bistums Würzburg.

## Beschreibung
Von der Saalkirche wurden der dreiseitig geschlossene, von Strebepfeilern gestützte Chor im Osten des Langhauses, und die Sakristei 1882–91 gebaut. Das mit einem Satteldach bedeckte, um 1602 gebaute Langhaus wurde bis 1750 mehrfach baulich verändert. Als Glockenturm diente der Torturm zur ehemaligen Kirchenburg. Nachdem im Süden des Langhauses 1960 ein moderner Anbau angefügt wurde, dient das bisherige Langhaus als Chor. 
Zur Kirchenausstattung gehört der um 1750 gebaute Hochaltar, auf dessen Altarretabel der Apostel Bartholomäus dargestellt ist. Die Orgel mit 26 Registern auf zwei Manualen und Pedal wurde 1998 von Horst Hoffmann errichtet.